# テイラー郡空港 (ウィスコンシン州)
テイラー郡空港（テイラーぐんくうこう、Taylor County Airport、(IATA: MDF, ICAO: KMDZ, FAA LID: MDZ)）は、アメリカ合衆国ウィスコンシン州テイラー郡メドフォードの中心業務地区 (CBD)から南東に6kmに位置する、郡が所有している公共用の空港。
この空港は連邦航空局の2019年–2023年版国家空港総合整備計画に組み込まれており、基礎的ゼネラル・アビエーション（一般航空）用の施設に分類されている。民間航空会社の定期航路は開設されていないが、ビジネス用、レジャー用を含め、ゼネラル・アビエーションの航空機に利用されている。格納庫のリースや、燃料の給油も可能になっている。
アメリカ合衆国の空港の多くは、FAAの3文字空港コードとIATA空港コードが一致しているが、この空港は、FAAコードが「MDZ」、IATAコードが「MDF」となっており、一致していない（IATAコードでは「MDZ」は、アルゼンチン、メンドーサのフランシスコ・ガブリエリ国際空港（エル・プルメリーリョ国際空港）に割り当てられている）。

## 施設と航空機
テイラー郡空港の敷地面積は約230haである。アスファルト舗装の滑走路が2本あり、9/27 滑走路は 1,829 x 30m、16/34 滑走路は 1,352 x 23 mで、いずれも公認された GPS アプローチが備えられている。
2019年6月26日までの1年間において、飛行機の発着総数は 7,020件、1日平均 19件であり、その 93%はゼネラル・アビエーション、7％がエアタクシーで、軍用は 1％未満であった。2020年9月の時点で、この空港を基地とする航空機は 14機あり、そのすべてが単発機であった。